# Päijänne Tavastia
Päijänne Tavastia ou, em português, Päijänne-Taváscia (finlandês: Päijät-Häme, sueco: Päijänne Tavastland) é uma  região da Finlândia localizada na província da Finlândia Meridional, sua capital é a cidade de Lahti. Possui cerca de 200 mil habitantes.

## Municípios
A região de Päijänne Tavastia está dividida em 11 municípios (população em 31 de agosto de 2006 entre parênteses):
| Die Gemeinden von Päijät-Häme | 1. Asikkala (8.622) 2. Hämeenkoski (2.156) 3. Hartola (3.647) 4. Heinola* (20.709) 5. Hollola (21.227) 6. Kärkölä (4.959) 7. Lahti* (98.646) 8. Nastola (14.865) 9. Orimattila* (14.660) 10. Padasjoki (3.617) 11. Sysmä (4.619) 12. Iitti |

Nota: * Municípios com status de cidade.